# Don Frye
Pour les articles homonymes, voir Frye.
Donald Frye (né le 23 novembre 1965 à Sierra Vista) est un pratiquant américain d'arts martiaux mixtes, ainsi qu'un catcheur (lutteur professionnel) et un acteur. 
D'abord lutteur à l'université d'état de l'Arizona et brièvement boxeur professionnel, il commence sa carrière de combattant d'arts martiaux mixtes à l'Ultimate Fighting Championship (UFC) où il remporte les tournois de l'UFC 8 et l'Ultimate Ultimate 1996. Il lutte aussi au Japon à la Pride Fighting Championship et au K-1.
En plus de sa carrière de combattant d'arts martiaux mixtes, il devient catcheur à partir de 1997 et lutte principalement à la New Japan Pro Wrestling.

## Jeunesse
Frye fait partie de l'équipe de lutte au Sierra Vista Buena High School puis à l'université d'État de l'Arizona. À l'université, il a comme entraineur Dan Severn. Il est un bon lutteur mais pas assez pour participer à des compétitions internationales.
Après l'université, il s'essaye à la boxe et remporte son premier combat professionnel le 28 août 1989 face à Luis Mora. Il n'est pas assez bon pour gagner sa vie comme boxeur et devient pompier durant les années 90, et plus tard ambulancier.

## Carrière dans les arts martiaux mixtes

### Ultimate Fighting Championship
Frye commence à s'intéresser aux arts martiaux mixtes quand il aide Dan Severn à s'entrainer avant le tournoi Ultimate Ultimate 95 qu'organise l'Ultimate Fighting Championship (UFC). Il s'entraine auprès de Severn et apprend le judo.
Il participe au tournoi de l'UFC 8 le 16 février 1996 et gagne son premier combat en quart de finale où il met KO Thomas Ramirez en huit secondes après quelques coups de poing. Il réussit à remporter ce tournoi en battant Sam Adkins par arrêt médical en demi finale puis Gary Goodridge par soumission en finale.

## Palmarès

### Palmarès en arts martiaux mixtes
| 31 combats           | 20 victoires | 9 défaites |
| Par KO               | 7            | 5          |
| Par soumission       | 11           | 2          |
| Sur décision         | 1            | 2          |
| Par disqualification | 1            | 0          |
| Égalités             | 1            | 1          |
| Sans décision        | 1            | 1          |

| Résultat      | Record     | Adversaire         | Méthode                                             | Événement                            | Date              | Round | Temps | Lieu                 | Notes                                           |
| ------------- | ---------- | ------------------ | --------------------------------------------------- | ------------------------------------ | ----------------- | ----- | ----- | -------------------- | ----------------------------------------------- |
| Défaite       | 20-9-1 (1) | Ruben Villareal    | KO (coups de poing)                                 | Gladiator Challenge - Mega Stars     | 11 décembre 2011  | 1     | NC    | Lincoln (Californie) |                                                 |
| Défaite       | 20-8-1 (1) | Dave Herman        | KO technique (coups de poing)                       | Shark Fights 6                       | 12 septembre 2009 | 1     | 1:00  | Amarillo (Texas)     |                                                 |
| Victoire      | 20-7-1 (1) | Rich Moss          | Soumission (étranglement arrière)                   | Shark Fights 4                       | 2 mai 2009        | 1     | 2:12  | Lubbock (Texas)      |                                                 |
| Défaite       | 19-7-1 (1) | Ikuhisa Minowa     | Soumission (clé de genou)                           | Deep - Gladiator                     | 16 août 2008      | 1     | 3:56  | Okayama (Japon)      |                                                 |
| Victoire      | 19-6-1 (1) | Bryan Pardoe       | KO (coups de poing)                                 | NLF - Heavy Hands                    | 26 janvier 2008   | 1     | 0:47  | Dallas (Texas)       |                                                 |
| Défaite       | 18-6-1 (1) | James Thompson     | KO technique (coups de poing)                       | PRIDE 34-Kamikaze                    | 4 août 2007       | 1     | 6:23  | Saitama (Japon)      |                                                 |
| Victoire      | 18-5-1 (1) | Min Soo Kim        | KO (coups de poing)                                 | K-1's Hero's 7                       | 9 octobre 2006    | 2     | 2:47  | Yokohama (Japon)     |                                                 |
| Victoire      | 17-5-1 (1) | Yoshihisa Yamamoto | Soumission (étranglement arrière)                   | K-1 - Hero's 6                       | 5 août 2006       | 1     | 4:52  | Tokyo (Japon)        |                                                 |
| Égalité       | 16-5-1 (1) | Ruben Villareal    | Égalité                                             | KOTC - Predator                      | 13 mai 2006       | 3     | 5:00  | Globe (Arizona)      |                                                 |
| Victoire      | 16-5 (1)   | Akebono Tarō       | Soumission (étranglement en guillotine)             | K-1 Hero's 5                         | 3 mai 2006        | 2     | 3:50  | Tokyo (Japon)        |                                                 |
| Défaite       | 15-5 (1)   | Yoshihiro Nakao    | Décision unanime                                    | K-1 - Premium 2004 Dynamite!!        | 31 décembre 2004  | 3     | 5:00  | Osaka (Japon)        |                                                 |
| Sans décision | 15-4 (1)   | Yoshihiro Nakao    | Match arrêté après un saignement à la tête de Frye. | K-1 MMA-ROMANEX                      | 22 mai 2004       | 1     | 1:19  | Saitama (Japon)      |                                                 |
| Défaite       | 15-4       | Gary Goodridge     | KO (coup de pied à la tête)                         | Pride Shockwave 2003                 | 31 décembre 2003  | 1     | 0:39  | Saitama (Japon)      |                                                 |
| Défaite       | 15-3       | Mark Coleman       | Décision unanime                                    | Pride 26                             | 8 juin 2003       | 3     | 5:00  | Yokohama (Japon)     |                                                 |
| Défaite       | 15-2       | Hidehiko Yoshida   | Soumission technique (clé de bras)                  | Pride 23                             | 24 novembre 2002  | 1     | 5:32  | Tokyo (Japon)        |                                                 |
| Victoire      | 15-1       | Yoshihiro Takayama | K.O. technique (coups de poing)                     | Pride 21 - Demolition                | 23 juin 2002      | 1     | 6:10  | Saitama, Japon       |                                                 |
| Victoire      | 14-1       | Ken Shamrock       | Décision                                            | Pride 19                             | 24 février 2002   | 3     | 5:00  | Saitama (Japon)      |                                                 |
| Victoire      | 13-1       | Cyril Abidi        | Soumission (étranglement arrière)                   | Inoki Bom-Ba-Ye 2001                 | 31 décembre 2001  | 2     | 0:33  | Saitama (Japon)      |                                                 |
| Victoire      | 12-1       | Gilbert Yvel       | Disqualification (doigt dans l'œil)                 | Pride 16                             | 24 septembre 2001 | 1     | 7:27  | Osaka (Japon)        |                                                 |
| Victoire      | 11-1       | Eric Valdez        | Soumission (étranglement)                           | Unified Shoot Wrestling Federation 5 | 20 juin 1997      | 1     | 0:49  | Amarillo (Texas)     |                                                 |
| Victoire      | 10-1       | David Abbott       | Soumission (étranglement arrière)                   | Ultimate Ultimate 1996               | 7 décembre 1996   | 1     | 1:22  | Birmingham (Alabama) | En finale du tournoi Ultimate Ultimate 1996.    |
| Victoire      | 9-1        | Mark Hall          | Soumission (clé d'Achille)                          | Ultimate Ultimate 1996               | 7 décembre 1996   | 1     | 0:20  | Birmingham (Alabama) |                                                 |
| Victoire      | 8-1        | Gary Goodridge     | Soumission (fatigue)                                | Ultimate Ultimate 1996               | 7 décembre 1996   | 1     | 11:19 | Birmingham (Alabama) |                                                 |
| Victoire      | 7-1        | Mark Hall          | Soumission (clé d'avant bras)                       | U - Japan                            | 17 novembre 1996  | 1     | 5:29  | Japon                |                                                 |
| Défaite       | 6-1        | Mark Coleman       | KO technique (coups de poing)                       | UFC 10 - The Tournament              | 12 juillet 1996   | 1     | 11:34 | Birmingham (Alabama) | En finale du tournoi UFC 10 - The Tournament.   |
| Victoire      | 6-0        | Brian Johnston     | Soumission                                          | UFC 10 - The Tournament              | 12 juillet 1996   | 1     | 4:37  | Birmingham (Alabama) |                                                 |
| Victoire      | 5-0        | Mark Hall          | KO technique (coups de poing)                       | UFC 10 - The Tournament              | 12 juillet 1996   | 1     | 10:21 | Birmingham (Alabama) |                                                 |
| Victoire      | 4-0        | Amaury Bitetti     | KO technique (coups de poing)                       | UFC 9 - Motor City Madness           | 17 mai 1996       | 1     | 9:22  | Détroit (Michigan)   |                                                 |
| Victoire      | 3-0        | Gary Goodridge     | Soumission                                          | UFC 8 - David vs. Goliath            | 16 février 1996   | 1     | 2:14  | Bayamón (Porto Rico) | En finale du tournoi UFC 8 - David vs. Goliath. |
| Victoire      | 2-0        | Sam Adkins         | KO technique (décision médicale)                    | UFC 8 - David vs. Goliath            | 16 février 1996   | 1     | 0:48  | Bayamón (Porto Rico) |                                                 |
| Victoire      | 1-0        | Thomas Ramirez     | KO (coups de poing)                                 | UFC 8 - David vs. Goliath            | 16 février 1996   | 1     | 0:08  | Bayamón (Porto Rico) |                                                 |

### Palmarès en boxe anglaise
| Décision possible : KO • TKO (KO technique) • UD (décision aux points unanime) • MD (décision aux points majoritaire) • SD (décision aux points partagée) • D (match nul) • NC (sans décision) • RTD (abandon) |        |               |      |          |                   |                                            |       |
| Résultat | Record | Adversaire    | Type | Round    | Date              | Lieu                                       | Notes |
| Défaite | 2-5-1  | David Kilgour | TKO  | 4 (1:36) | 11 décembre 1990  | Country Club, Reseda, Californie           |       |
| Défaite | 2-4-1  | Leon Carter   | KO   | NC       | 1er octobre 1990  | Tijuana                                    |       |
| Match nul | 2-3-1  | Fred Heath    | PTS  | 4        | 31 juillet 1990   | Country Club, Reseda, Californie           |       |
| Défaite | 2-3    | David Dixon   | KO   | NC       | 21 mai 1990       | Great Western Forum, Inglewood, Californie |       |
| Défaite | 2-2    | Fred Heath    | SD   | 4        | 27 mars 1990      | Country Club, Reseda, Californie           |       |
| Défaite | 2-1    | Rocky Pepeli  | KO   | NC       | 24 octobre 1989   | Country Club, Reseda, Californie           |       |
| Victoire | 2-0    | Troy Baudoin  | KO   | NC       | 26 septembre 1989 | Country Club, Reseda, Californie           |       |
| Victoire | 1-0    | Luis Mora     | KO   | 1        | 28 août 1989      | Sun Devin House, Tempe, Arizona            |       |

## Filmographie
Don Frye joue le rôle du Capitain Douglas Gordon dans Godzilla: Final Wars, en 2004.
Il joue aussi le rôle d'un prisonnier dans Le Grand Stan, en 2007. Il apparaît dans le film japonais Naguirimono, ou il combat Yoshihiro Takayama[réf. nécessaire]. Il est également présent dans le film Public Enemies, sorti en 2009, où il incarne un agent fédéral engagé dans la traque de John Dillinger.